# Mètode espectral
Els mètodes espectrals són una classe de tècniques utilitzades en matemàtiques aplicades i informàtica científica per resoldre numèricament determinades equacions diferencials. La idea és escriure la solució de l'equació diferencial com una suma de determinades " funcions base " (per exemple, com una sèrie de Fourier que és una suma de sinusoides) i després triar els coeficients de la suma per satisfer la diferencial. l'equació tant com sigui possible.
Els mètodes espectrals i els mètodes d'elements finits estan estretament relacionats i construïts a partir de les mateixes idees; la principal diferència entre ells és que els mètodes espectrals utilitzen funcions de base que generalment són diferents de zero en tot el domini, mentre que els mètodes d'elements finits utilitzen funcions de base que són diferents de zero només en subdominis petits (suport compacte). En conseqüència, els mètodes espectrals connecten variables globalment mentre que els elements finits ho fan localment. En part per aquest motiu, els mètodes espectrals tenen excel·lents propietats d'error, sent l'anomenada "convergència exponencial" la més ràpida possible, quan la solució és suau. Tanmateix, no es coneixen resultats tridimensionals de captura de xoc espectral d'un sol domini (les ones de xoc no són suaus). A la comunitat d'elements finits, un mètode on el grau dels elements és molt alt o augmenta a mesura que augmenta el paràmetre de la quadrícula h de vegades s'anomena mètode d'elements espectrals.
Els mètodes espectrals es poden utilitzar per resoldre equacions diferencials (PDE, EDO, valors propis, etc.) i problemes d'optimització. Quan s'apliquen mètodes espectrals a PDE dependents del temps, la solució s'escriu normalment com una suma de funcions base amb coeficients dependents del temps; substituint això a la PDE s'obté un sistema d'ODE en els coeficients que es poden resoldre mitjançant qualsevol mètode numèric per a les EDO. Els problemes de valors propis per a les EDO es converteixen de manera similar en problemes de valors propis de matriu.
Els mètodes espectrals es van desenvolupar en una llarga sèrie d'articles de Steven Orszag a partir de 1969, incloent, entre d'altres, mètodes de sèrie de Fourier per a problemes de geometria periòdica, mètodes espectrals polinomials per a problemes de geometria finita i no limitada, mètodes pseudoespectrals per a problemes altament no lineals i espectrals. Mètodes d'iteració per a la solució ràpida de problemes en estat estacionari. La implementació del mètode espectral s'aconsegueix normalment amb col·locació o amb un enfocament Galerkin o Tau. Per a problemes molt petits, el mètode espectral és únic perquè les solucions es poden escriure simbòlicament, donant lloc a una alternativa pràctica a les solucions en sèrie d'equacions diferencials.
Els mètodes espectrals poden ser computacionalment menys costosos i més fàcils d'implementar que els mètodes d'elements finits; brillen millor quan es busca una alta precisió en dominis senzills amb solucions suaus. Tanmateix, a causa de la seva naturalesa global, les matrius associades al càlcul de passos són denses i l'eficiència computacional es ressenteix ràpidament quan hi ha molts graus de llibertat (amb algunes excepcions, per exemple si les aplicacions matricials es poden escriure com a transformades de Fourier). Per a problemes més grans i solucions no suaus, els elements finits generalment funcionaran millor a causa de matrius escasses i millor modelatge de discontinuïtats i corbes pronunciades.

## Exemples de mètodes espectrals

### Un exemple concret i lineal
Aquí suposem una comprensió del càlcul multivariant bàsic i les sèries de Fourier. Si {\displaystyle g(x,y)} és una funció coneguda i de valor complex de dues variables reals, i g és periòdica en x i y (és a dir, {\displaystyle g(x,y)=g(x+2\pi ,y)=g(x,y+2\pi )} ) aleshores ens interessa trobar una funció f ( x, y ) de manera que
{\displaystyle \left({\frac {\partial ^{2}}{\partial x^{2}}}+{\frac {\partial ^{2}}{\partial y^{2}}}\right)f(x,y)=g(x,y)\quad {\text{for all }}x,y}
on l'expressió de l'esquerra indica les segones derivades parcials de f en x i y, respectivament. Aquesta és l'equació de Poisson, i es pot interpretar físicament com una mena de problema de conducció de calor, o un problema en teoria potencial, entre altres possibilitats.
Si escrivim f i g a les sèries de Fourier:
{\displaystyle {\begin{aligned}f&=:\sum a_{j,k}e^{i(jx+ky)},\\[5mu]g&=:\sum b_{j,k}e^{i(jx+ky)},\end{aligned}}}
i substituint a l'equació diferencial, obtenim aquesta equació:
{\displaystyle \sum -a_{j,k}(j^{2}+k^{2})e^{i(jx+ky)}=\sum b_{j,k}e^{i(jx+ky)}.}

Hem intercanviat la diferenciació parcial amb una suma infinita, la qual cosa és legítima si suposem, per exemple, que f té una derivada segona contínua. Pel teorema de la unicitat per a les expansions de Fourier, hem d'equiparar els coeficients de Fourier terme per terme, donant

|  | \| \| \| \| \| \| \| \| | (*) |
|  |                         |     |
|  |                         |     |
{\displaystyle a_{j,k}=-{\frac {b_{j,k}}{j^{2}+k^{2}}}}
que és una fórmula explícita per als coeficients de Fourier aj,k.
Amb condicions de contorn periòdiques, l'equació de Poisson només té solució si b 0,0 = 0. Per tant, podem triar lliurement un 0,0 que serà igual a la mitjana de la resolució. Això correspon a triar la constant d'integració.
Per convertir-ho en un algorisme, només es resolen moltes freqüències finites. Això introdueix un error que es pot demostrar que és proporcional {\displaystyle h^{n}}, on {\displaystyle h:=1/n} i {\displaystyle n} és la freqüència més alta tractada.

#### Algorisme
1. Calculeu la transformada de Fourier (bj,k) de g.
2. Calculeu la transformada de Fourier (aj,k) de f mitjançant la fórmula (*).
3. Calculeu f prenent una transformada de Fourier inversa de (aj,k).

Com que només estem interessats en una finestra finita de freqüències (de mida n, per exemple), això es pot fer mitjançant un algorisme de transformada de Fourier ràpida. Per tant, globalment l'algorisme s'executa en temps O(n log n).